# 双重解散
双重解散（英语：Double dissolution）是指在《澳大利亞联邦宪法》和慣例授权下，澳大利亞聯邦總督經總理建議後同時解散，並改選澳大利亞參議院及眾議院所有議席，以解决参众两院分歧的一种做法。這個情況在1914年、1951年、1974年、1975年、1983年、1987年和2016年發生過。

## 歷史
澳大利亞政治雖然制度奉行西敏制，但其國會內部卻偏向美國國會的兩院制，即參眾兩院擁有近乎相等的地位。不同於同為西敏制的加拿大參議院與英國上議院，澳大利亞參議院具有實權及影響力。
不過，澳大利亞參議院的選擇制度接近比例代表制，任期六年且固定，每三年改選一半議席（地區則三年改選全部兩個議席），而澳大利亞眾議院則是單一選區制及可轉移投票制，任期約三年並可隨時提前改選。選舉制度使單一政黨較難控制參議院，因此參議院及眾議院容易出現不同調的情況。
1972年澳洲工黨的惠特拉姆當選總理，結束自由黨領導的保守派聯盟長達23年的執政地位。工黨雖然取得眾議院的多數，但參議院則仍然由保守派聯盟控制。1974年，參議院否決眾議院通過的預算案。惠特拉姆決定提前舉行大選，但大選後，工黨雖然再次取得勝利，但仍然未能控制參議院，因此再次陷入僵局。1975年10月，保守派聯盟表明會否決預算案，除非工黨領導的政府提前舉行大選。惠特拉姆決定到總督府要求解散參議院並進行改選一半議席，卻遭總督罷職，總督並任命保守派聯盟領袖組閣。保守派聯盟領導的看守政府除即在參議院通過預算案並提前舉行大選。這引發1975年澳大利亞憲政危機。
自從1975年憲政危機後，為減少因參議院阻礙法案的通過，在部分問題上對參議院的部分權力進行限制。澳大利亚联邦宪法對此进行了小规模的修改。参议院继续拥有封殺预算案的权力，总督也继续持有解散政府的权力，但两项权力在此之后从未行使。